# Осек (Света Тројица в Словенских горицах)
Осек (словен. Osek) је насељено место у општини Света Тројица в Словенских Горицах, Подравска регија, Словенија.

## Историја
До територијалне реорганизације у Словенији био је у саставу старе општине Ленарт.

## Становништво
У попису становништва из 2011. године, Осек је имао 373 становника.
| Број становника према пописима | Број становника према пописима | Број становника према пописима |
| ------------------------------ | ------------------------------ | ------------------------------ |
| 1991                           | 2002                           | 2011                           |
| 374                            | 367                            | 373                            |